# Tichonice
Tichonice – gmina w Czechach, w powiecie Benešov, w kraju środkowoczeskim. Według danych z dnia 1 stycznia 2023 liczyła 214 mieszkańców.